# Fibrilación
La fibrilación es un tipo de trastorno del ritmo cardíaco donde una de las cámaras del corazón desarrolla múltiples circuitos de reentrada, haciendo que los impulsos se vuelvan caóticos y las contracciones se vuelvan arrítmicas. La fibrilación puede afectar a las aurículas (fibrilación auricular) o a los ventrículos (fibrilación ventricular).
La contractilidad cardíaca deja de producirse al unísono, como latido único, sin coordinación de una cámara con la siguiente, por lo que el sujeto experimenta latidos más fuertes y otros más débiles que tienen una cadencia irregular. Es identificable en el electrocardiograma. Se dice de ella que es una arritmia irregular.

## Electrofisiología
El normal sistema de conducción eléctrica del corazón suministra el impulso que es generado por el nódulo sinusal (NS) del corazón para propagarse y estimular el miocardio (músculo cardíaco). Cuando el miocardio es estimulado eléctricamente, se contrae. Y es la estimulación ordenada del miocardio la que permite la contracción eficiente del corazón, así bombea sangre al cuerpo.

## Tipos
En la fibrilación atrial, se afectan los atrios del corazón. Los impulsos regulares producidos por el nódulo sinusal para dar rítmicas contracciones cardíacas están sobredimensionadas por descargas rápidas azarosas generadas en grandes áreas de tejido atrial, con frecuencia localizadas en las  venas pulmonares. Puede distinguirse del aleteo atrial, que es un más organizado circuito eléctrico, usualmente en el derecho que produce características ondas hoja de sierra, ondas-p  en el electrocardiograma; en dicho aleteo, las descargas circulan rápidamente (a una tasa de 300/min) alrededor del atrio. Ciertos trastornos como la estenosis mitral y el hipertiroidismo favorecen la aparición de una fibrilación atrial.
En la fibrilación ventricular, se afectan los ventrículos y siempre es una emergencia médica con una tasa bruta de mortalidad extremadamente elevada. En una fibrilación ventricular, el corazón deja de ser efectivo en bombear sangre al cuerpo. Una fibrilación ventricular se considera un paro cardíaco y el individuo requerirá de socorro médico y desfibrilación y cardioversión eléctrica.
| Conducción       |                    |
| Ritmo sinusoidal | Fibrilación atrial |